# جامعة شوؤو
جامعة چوأو (بالإنجليزية: Chuo University)‏ هي جامعة خاصة في اليابان تأسست عام 1885.

## وصلات خارجية
- الموقع الإلكتروني